# Port Allegany
Port Allegany és una població dels Estats Units a l'estat de Pennsilvània. Segons el cens del 2000 tenia 2.355 habitants.

## Demografia
Segons el cens del 2000, Port Allegany tenia 2.355 habitants, 924 habitatges, i 623 famílies. La densitat de població era de 496,9 habitants/km².
Dels 924 habitatges en un 35,3% hi vivien nens de menys de 18 anys, en un 51% hi vivien parelles casades, en un 11,7% dones solteres, i en un 32,5% no eren unitats familiars. En el 27,6% dels habitatges hi vivien persones soles el 13,1% de les quals corresponia a persones de 65 anys o més que vivien soles. El nombre mitjà de persones vivint en cada habitatge era de 2,54 i el nombre mitjà de persones que vivien en cada família era de 3,1.
Per edats la població es repartia de la següent manera: un 30,7% tenia menys de 18 anys, un 6,7% entre 18 i 24, un 27,3% entre 25 i 44, un 19,3% de 45 a 60 i un 15,9% 65 anys o més.
L'edat mediana era de 35 anys. Per cada 100 dones de 18 o més anys hi havia 85,1 homes.
La renda mediana per habitatge era de 34.896 $ i la renda mediana per família de 43.125 $. Els homes tenien una renda mediana de 32.792 $ mentre que les dones 21.434 $. La renda per capita de la població era de 16.601 $. Entorn del 13,2% de les famílies i el 16,5% de la població estaven per davall del llindar de pobresa.

## Poblacions més properes
El següent diagrama mostra les poblacions més properes.